# Сенадор-Гиомард

Сенадор-Гиомард на карте штата.

Сенадор-Гиомард (порт. Senador Guiomard) — муниципалитет в Бразилии, входит в штат Акри. Составная часть мезорегиона Вали-ду-Акри. Входит в экономико-статистический микрорегион Риу-Бранку. Население составляет 20 179 человек на 2010 год. Занимает площадь 2321,454 км². Плотность населения — 8,69 чел./км².

## Границы
Муниципалитет граничит:	
- на севере — штат Амазонас
- на северо-западе — муниципалитет Порту-Акри
- на северо-востоке — муниципалитет Акреландия
- на юго-западе — муниципалитет Капишаба
- на юго-востоке — муниципалитет Пласиду-ди-Кастру
- на западе — муниципалитет Риу-Бранку

## Демография
Согласно сведениям, собранным в ходе переписи 2010 г. Национальным институтом географии и статистики (IBGE), население муниципалитета составляет:
| Полное население                               | Полное население                               | Полное население                               | Полное население                               | 20 179 |
| ---------------------------------------------- | ---------------------------------------------- | ---------------------------------------------- | ---------------------------------------------- | ------ |
| в том числе:                                   | Городское население                            | 12 703                                         | Процент городского населения, %                | 62,95  |
|                                                | Сельское население                             | 7476                                           | Процент сельского населения, %                 | 37,05  |
|                                                | Мужское население                              | 10 328                                         | Процент мужского населения, %                  | 51,18  |
|                                                | Женское население                              | 9851                                           | Процент женского населения, %                  | 48,82  |
| Плотность населения, чел/км²                   | Плотность населения, чел/км²                   | Плотность населения, чел/км²                   | Плотность населения, чел/км²                   | 8,69   |
| Население муниципалитета в % к населению штата | Население муниципалитета в % к населению штата | Население муниципалитета в % к населению штата | Население муниципалитета в % к населению штата | 2,75   |

По данным оценки 2015 года, население муниципалитета составляет 21 182 жителя.

## Важнейшие населенные пункты
| № | Населённый пункт | Населённый пункт (порт.) | Категория | Население чел. (2010) | На карте                        |
| - | ---------------- | ------------------------ | --------- | --------------------- | ------------------------------- |
| 1 | Сенадор-Гиомард  | Senador Guiomard         | город     | 12 703                | 10°08′57″ ю. ш. 67°44′11″ з. д. |
| 2 | Пиа              | Pia                      | поселок   | 314                   | 9°53′19″ ю. ш. 67°26′35″ з. д.  |
| 3 | Нова-Алдея       | Nova Aldeia              | поселок   | 243                   | 10°05′21″ ю. ш. 67°32′02″ з. д. |
| 4 | Бонал            | Bonal                    | поселок   | нет данных            | 9°58′29″ ю. ш. 67°10′38″ з. д.  |

## Статистика
- Валовой внутренний продукт на 2005 год составляет 137 617 686 реалов (данные: Бразильский институт географии и статистики).
- Валовой внутренний продукт на душу населения на 2005 год составляет 6711,42 реалов (данные: Бразильский институт географии и статистики).
- Индекс развития человеческого потенциала на 2000 год составляет 0,701 (данные: Программа развития ООН).

## География
Климат местности: экваториальный.